# Waimea (contea di Kauai, Hawaii)
Waimea è un census-designated place (CDP) degli Stati Uniti d'America, situato nello stato delle Hawaii, nella contea di Kauai.